# Maria Alboiu
Maria Alboiu, căsătorită Lunescu (n. 5 septembrie 1963, Brezoi, România) este o jucătoare de tenis de masă română din anii '80. Ea a câștigat mai multe titluri la Campionatele Balcanice și a participat de patru ori la Campionatele Mondiale.

## Cariera sportivă
Și-a început cariera de sportivă în anul 1970 la Clubul „Lotru Brezoi", fiind antrenată de Traian Ancuța și a făcut parte din prima echipa de ping-pong a Brezoiului care a câștigat mai multe premii naționale decât toate echipele cu tradiție în acest sport la acea vreme: Teodora Chiripuș, Tatiana Dincă, Luminița Bălescu, Ana Ciobancan, Faustina Bunduc, Augustina Vărăticeanu, Gabriela Deneș, Gabriela Bubu, Niculina Ceaușescu și Nela Stoinea Bran. 
Maria Alboiu a câștigat numeroase medalii la Campionatele Balcanice între anii 1981 și 1987, când a câștigat de patru ori cu echipa României. Tot la Campionatele Balcanice a câștigat concursul de simplu (în 1985) și de trei ori pe cel de dublu (în 1983 cu Olga Nemeș, iar în 1985 și 1987 cu Otilia Bădescu), precum și patru medalii de argint și două de bronz.
Maria Alboiu a fost prezentă de patru ori la Campionatele Mondiale. Ea a ajuns pe locul șase cu echipa în anii 1981 și 1991. La Campionatele Europene din 1986 și 1988 a ajuns până în semifinale cu Otilia Bădescu.
În sezonul 1993/1994 a jucat pentru MTV Stuttgart. Mai târziu a jucat la cluburile TTV Burgstetten (Regionalliga, până în 2000), TTSV Saarlouis-Fraulautern (2000/01) și TuS Bad Driburg (Regionalliga, din 2001). Din 2002 a fost activă în ligă ca „Maria Clauss” la TSG Steinheim/Murr.  
|     | Concurs            | An   | Oraș       | Țara | Simplu     | Dublu      | Mix      | Echipe |
| --- | ------------------ | ---- | ---------- | ---- | ---------- | ---------- | -------- | ------ |
| ROU | Campionat Balcanic | 1987 | Constanța  | ROU  | Argint     | Aur        |          | 1      |
| ROU | Campionat Balcanic | 1985 | Plevna     | BUL  | Aur        | Aur        |          |        |
| ROU | Campionat Balcanic | 1984 | Atena      | GRE  | Semifinale | Argint     | Argint   |        |
| ROU | Campionat Balcanic | 1983 | Ivangrad   | YUG  |            | Aur        |          | 1      |
| ROU | Campionat Balcanic | 1982 | Izmir      | TUR  | Semifinale | Argint     |          | 1      |
| ROU | Campionat Balcanic | 1981 | Constanța  | ROU  |            |            |          | 1      |
| ROU | CampionatEuropean  | 1988 | Paris      | FRA  |            | Semifinale |          |        |
| ROU | CampionatEuropean  | 1986 | Praga      | TCH  | 16         | Semifinale |          |        |
| ROU | CampionatEuropean  | 1984 | Moscova    | URS  | 16         |            | Sferturi |        |
| ROU | EURO-TOP12         | 1987 | Basel      | SUI  | 12         |            |          |        |
| ROU | EURO-TOP12         | 1986 | Sodertalje | SWE  | 6          |            |          |        |
| ROU | Cupa Mondială      | 1991 | Chiba      | JPN  | 128        |            | 128      | 6      |
| ROU | Cupa Mondială      | 1985 | Göteborg   | SWE  | 16         | 64         |          | 11     |
| ROU | Cupa Mondială      | 1983 | Tokio      | JPN  | 128        | 32         | 64       | 11     |
| ROU | Cupa Mondială      | 1981 | Novi Sad   | YUG  | 64         | 64         |          | 6      |

## Viața personală
Maria Alboiu, a jucat sub numele de Maria Lunescu după prima căsătorie (în jurul anului 1988), iar sub numele de Maria Clauss după cea de-a doua căsătorie (în jurul anului 2001).